# 세인트토머스롤런드구

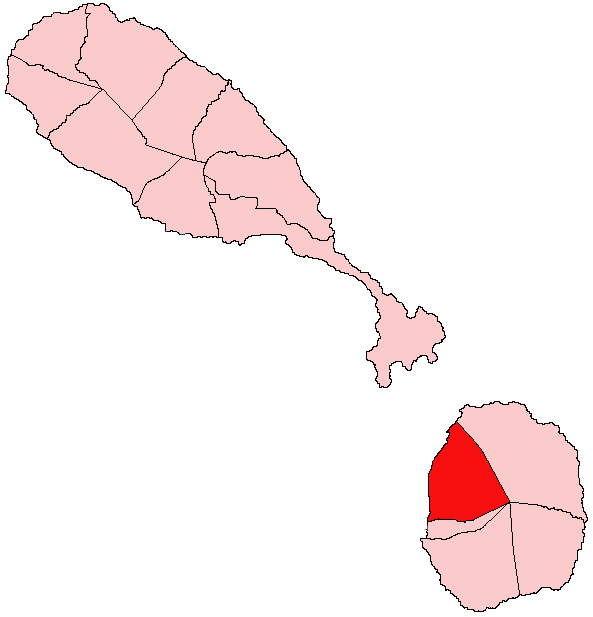
세인트토머스롤런드구의 위치

세인트토머스롤런드구(영어: Saint Thomas Lowland Parish)는 세인트키츠 네비스의 구로 행정 중심지는 코튼그라운드이며 면적은 17.98km2, 인구는 2,035명(2001년 기준), 인구 밀도는 113.06명/km2이다. 네비스섬 북서부에 위치한다.